# Боуз-Лайон, Томас, 12-й граф Стратмор и Кингхорн
Томас Джордж Боуз-Лайон, 12-й граф Стратмор и Кингхорн (англ. Thomas George Lyon-Bowes, 12th Earl of Strathmore and Kinghorne; 28 сентября 1822 — 13 сентября 1865) — шотландский пэр и игрок в крикет. Он носил титул учтивости — лорд Глэмис с 1834 по 1846 год.

## Биография
Родился 28 сентября 1822 года в Сент-Полс-Уолден в графстве Хартфордшир, Англия. Второй сын Томаса Боуза-Лайона, лорда Глэмиса (1801—1834), сына Томаса Боуза-Лайона, 11-го графа Стратмора и Кингхорна (1773—1846). Его матерью была Шарлотта Гримстед (ок. 1798 — 19 января 1881), дочь Джозефа Валентина Гримстеда и Шарлотты Сары Джейн Уолш.
Он получил звание корнета в 1839 году в 1-м лейб-гвардейском полку.
27 августа 1846 года после смерти своего деда Томас Джордж Боуз-Лайон унаследовал титулы 12-го графа Стратмора и Кингхорна (Пэрство Шотландии), 12-го лорда Лайона и Глэмиса (Пэрство Шотландии) и 19-го лорда Глэмиса (Пэрство Шотландии).
Будучи игроком-любителем, лорд Стратмор играл в крикет высшего класса за крикетный клуб Марилебон с 1844 по 1857 год.
Шотландский пэр-представитель в Палате лордов Великобритании в 1852—1865 годах.
Капитан йоменской кавалерии Южного Хартфордшира и подполковник йоменской кавалерии Форфаршира (1856—1862).

## Личная жизнь
30 апреля 1850 года лорд Стратмор женился на достопочтенной Шарлотте Марии Баррингтон (29 декабря 1826 — 3 ноября 1854), дочери Уильяма Баррингтона, 6-го виконта Баррингтона, и достопочтенной Джейн Элизабет Лидделл. Их брак был бездетным.
Лорд Стратмор скончался 13 сентября 1865 года в возрасте 42 лет в замке Глэмис, Ангус, Шотландия. Ему наследовал его младший брат Клод.